# Casemate des Gorges-du-Cians
La casemate des Gorges-du-Cians, appelée aussi casemate du Raton, est une casemate STG (la STG désigne la section technique du génie) de la seconde ligne de résistance de la « ligne Maginot alpine ». Elle dépendait alors - dans le cadre du « secteur fortifié des Alpes-Maritimes », du « sous-secteur Mounier » et de son « quartier de Beuil ».

## Localisation
La casemate est à 1 021 mètres d'altitude, au fond des gorges supérieures du Cians, sur la commune de Beuil dans le département des Alpes-Maritimes. Il s'agit d'une casemate STG de 2e position de résistance implantée dans les étroites gorges du Cians pour en interdire l'accès aux envahisseurs éventuels venus du nord c'est-à-dire du village de Beuil.

## Description
La casemate est équipée avec deux créneaux de tir superposés, l'inférieur pour une mitrailleuse, le supérieur pour un canon antichar. L'entrée sur le côté de la falaise défendue par un créneau pour fusil mitrailleur sur la porte blindée.

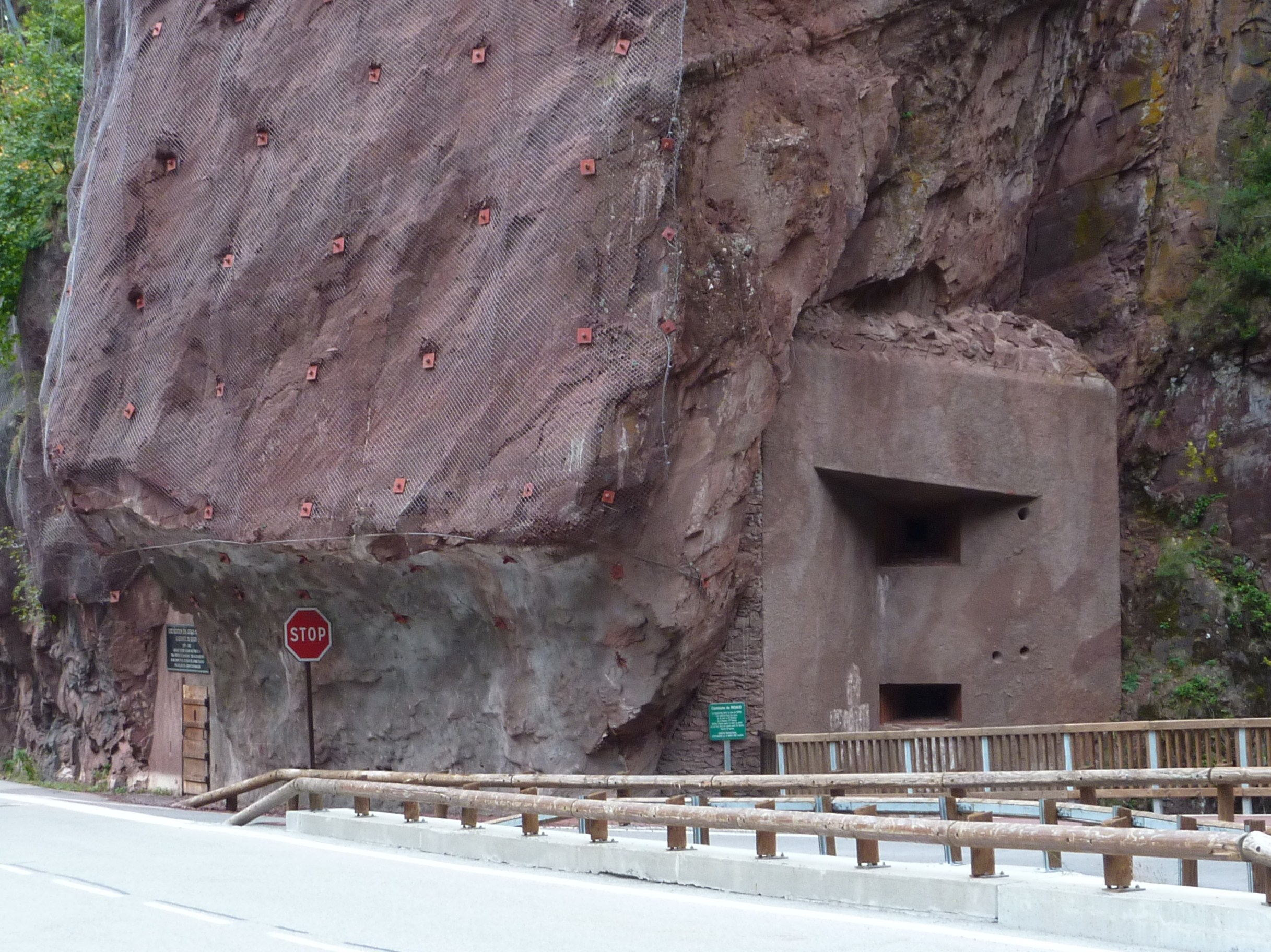
Casemate à 2 créneaux avec son entrée latérale arrière sur la route.
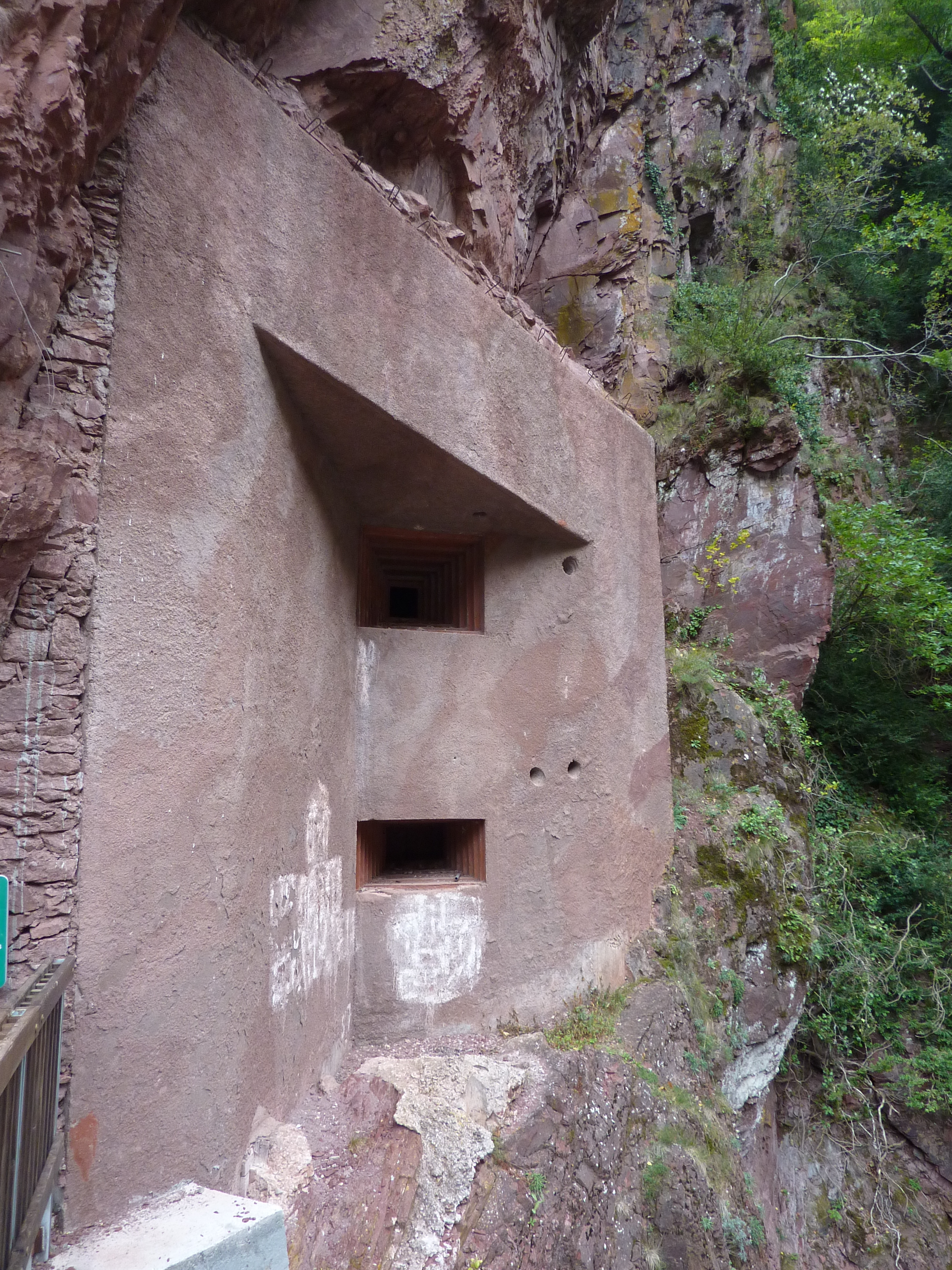
Casemate vue de profil sur la rive droite (sud) du ruisseau de Raton.
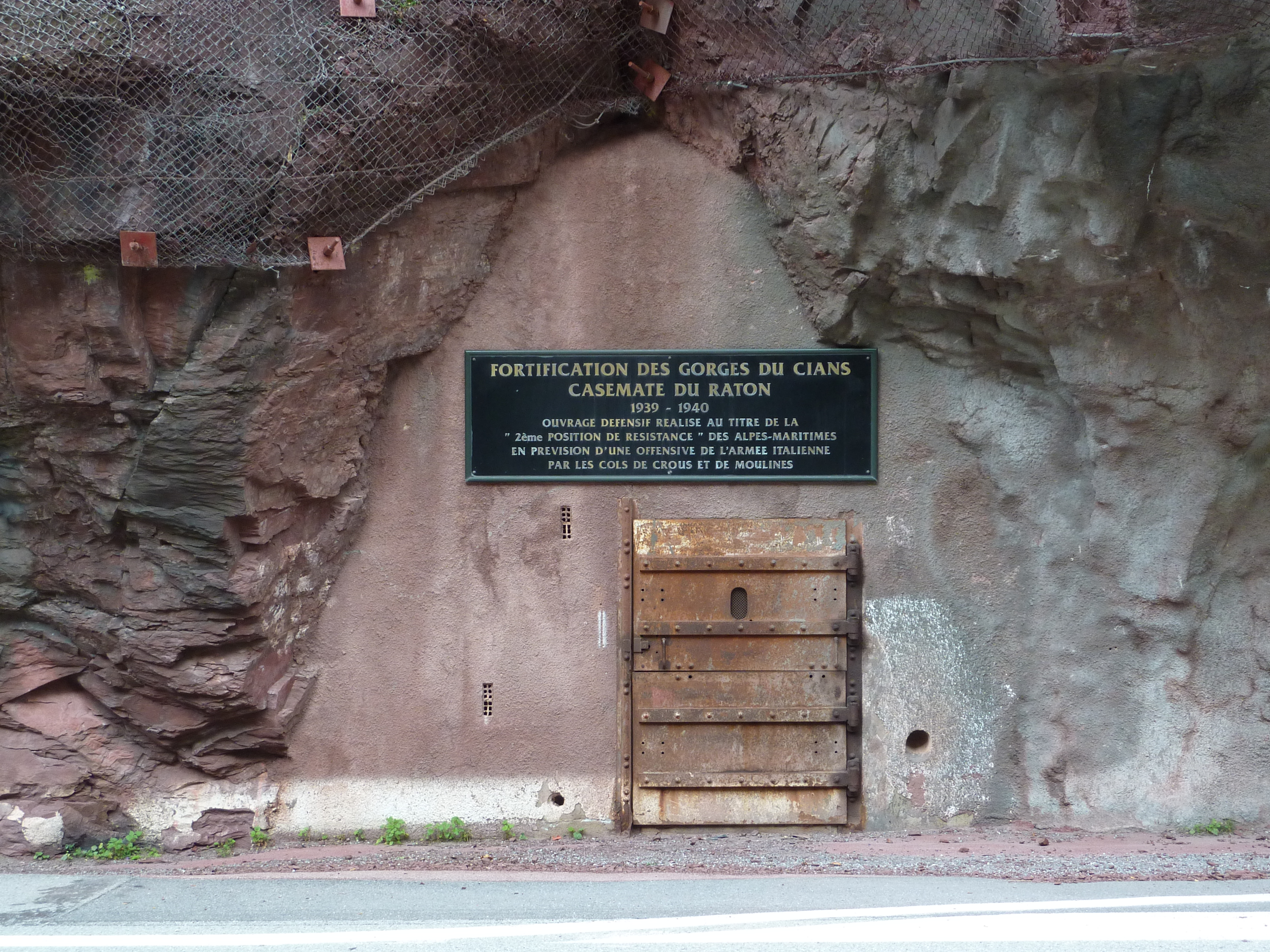
Entrée de la casemate sur la route située rive droite (ouest) du Cians.